# Delonix elata
Delonix elata är en ärtväxtart som först beskrevs av Carl von Linné, och fick sitt nu gällande namn av James Sykes Gamble. Delonix elata ingår i släktet Delonix, och familjen ärtväxter. Inga underarter finns listade i Catalogue of Life.